# Pfarrkirche St. Stefan im Lavanttal

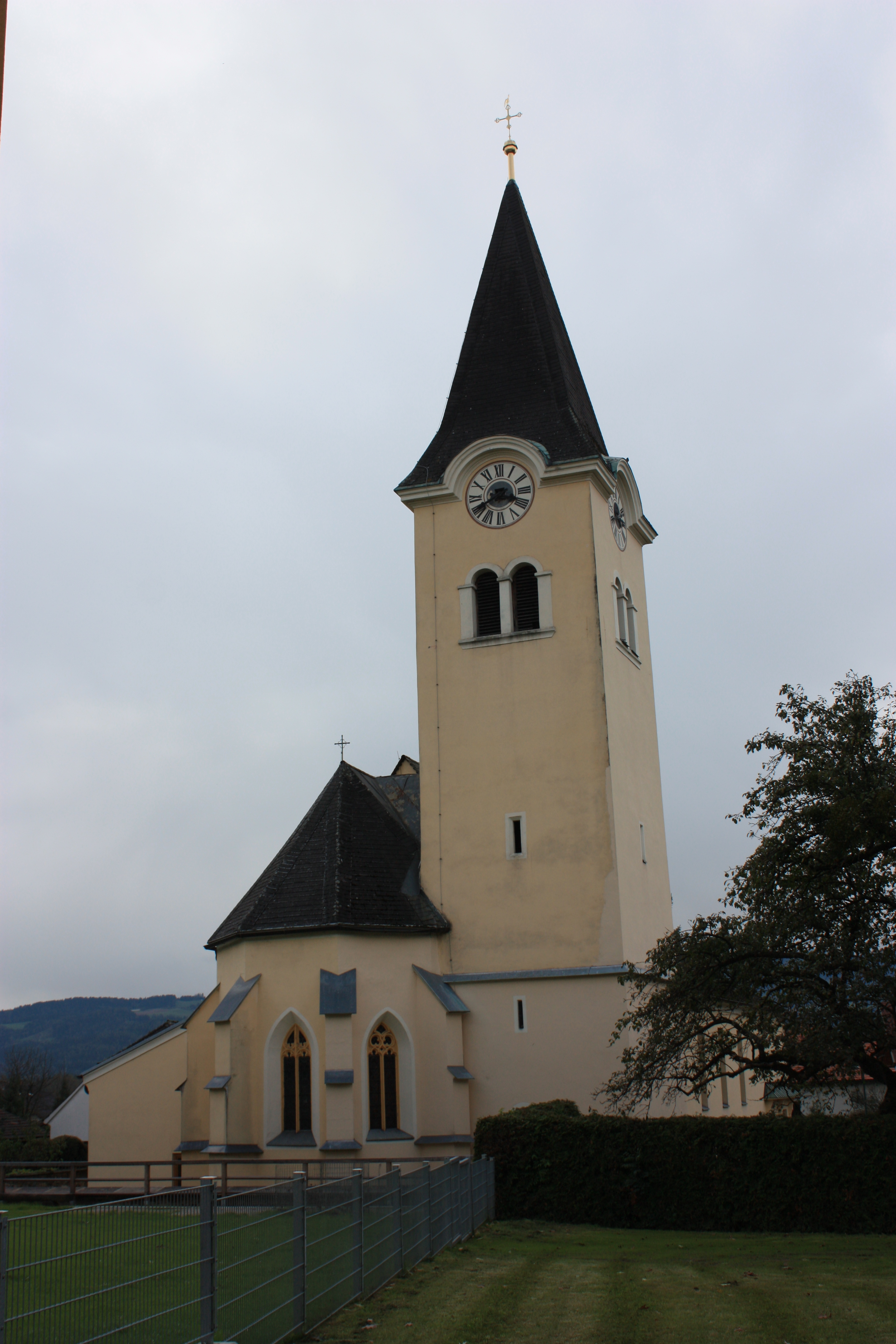

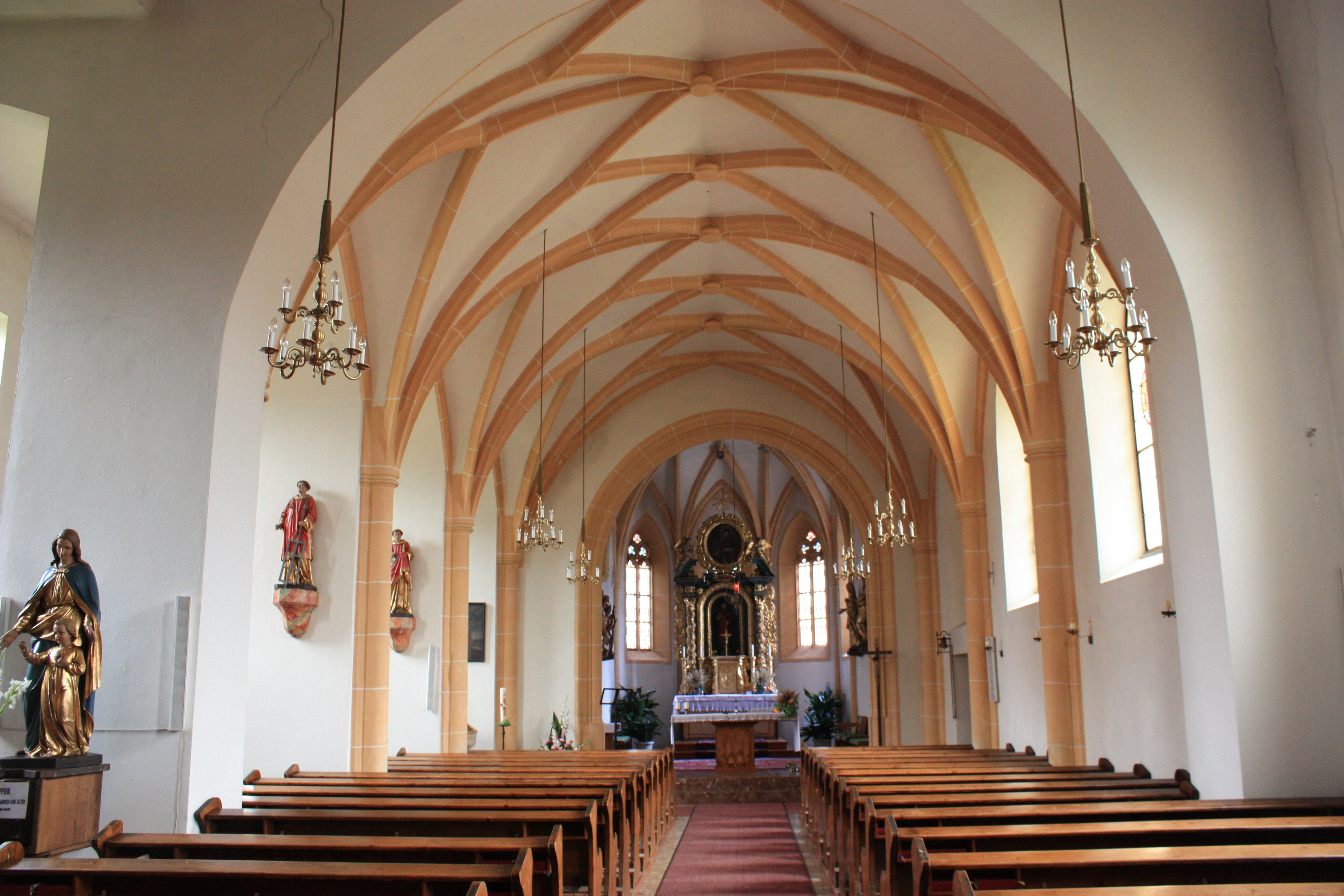
Innenansicht

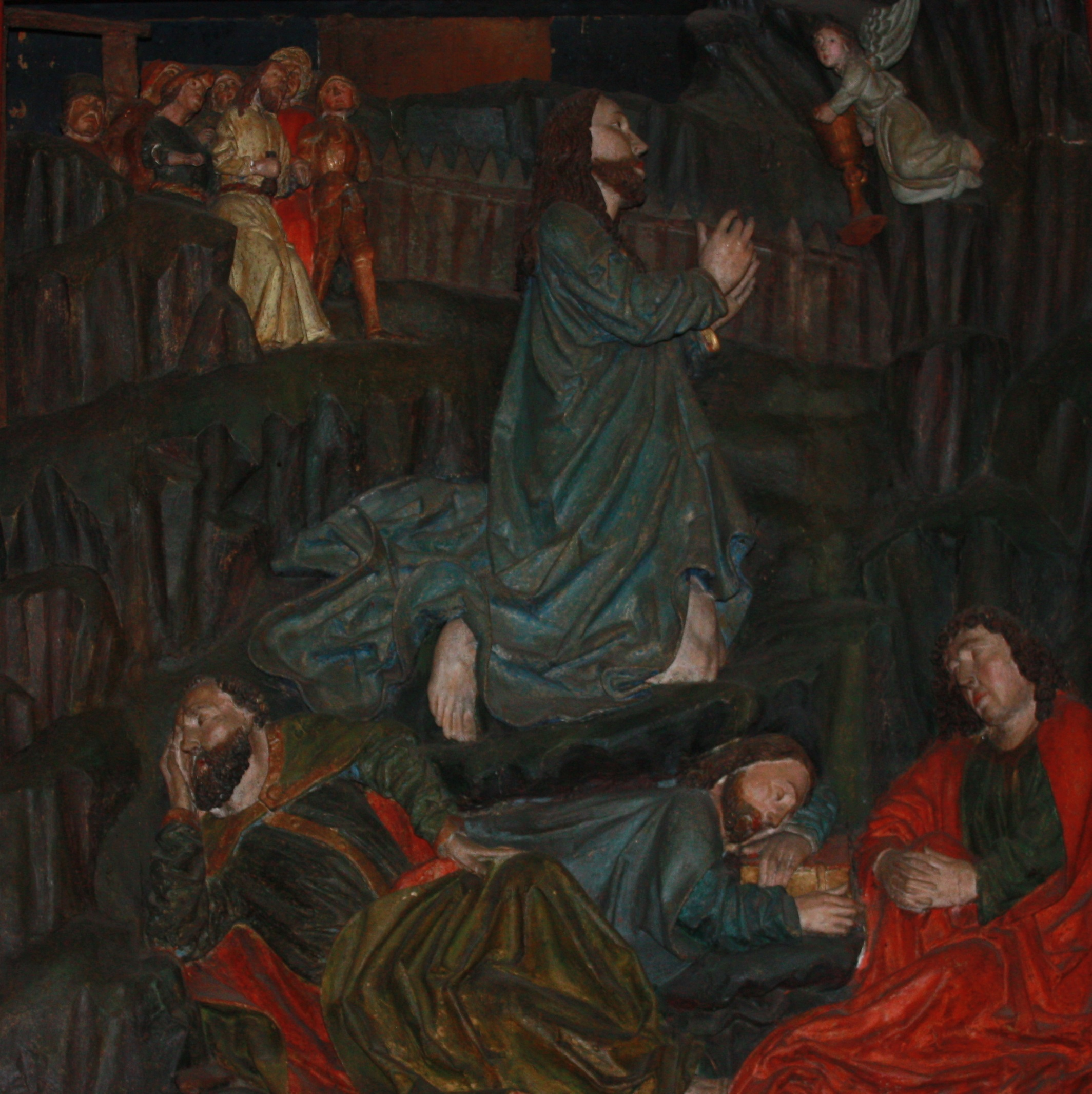
Ölbergrelief

Die römisch-katholische Pfarrkirche St. Stefan im Lavanttal steht im Ort St. Stefan in der Gemeinde Wolfsberg. Zwischen 1106 und 1139 wird erstmals eine Kapelle ist St. Stefan erwähnt. Ab 1953 war St. Stefan eine Pfarrexpositur, seit 1964 eine eigenständige Pfarre. Zur Pfarre gehört auch die Filialkirche Rieding.

## Baubeschreibung
Die spätgotische Kirche ist um 1500 entstanden. 1962 wurde sie an der Nordseite erweitert und nach Westen verlängert. Dabei wurde das spätgotische, profilierte Westportal in den Erweiterungsbau übertragen. An der Südseite befindet sich der Sakristeianbau. Der Turm im nördlichen Chorwinkel wird von einem Pyramidenhelm bekrönt.
Über dem dreijochigen, spätgotischen Langhaus ruht ein Netzrippengewölbe auf Runddiensten. Das Mittelschiff ist durch Arkaden zum flachgedeckten, nördlichen Anbau hin geöffnet. Die Fenster im Langhaus wurden 1962 erneuert. Ein spätgotischer, profilierter, rundbogiger Triumphbogen verbindet das Langhaus und den einjochigen Chor. Über dem Chor mit einem Fünfachtelschluss erhebt sich ein Netzrippengewölbe auf Diensten und Konsolen. An den Rippenkreuzungen befinden sich Tartschen. Im Chor sind die spätgotischen Maßwerkfenster erhalten. Ein Schulterbogenportal mit Eisenplattentür führt in das Turmerdgeschoß. An der Chortrennmauer? ist eine römerzeitliche Grabinschrift für die Einheimischen Quartinus, Messia, Saxxu und Secundinus angebracht.

## Einrichtung
Auf dem um 1700 entstandenen Hochaltar stehen ein heiliger Stephanus vom Ende des 15. Jahrhunderts und ein barockes Aufsatzbild des heiligen Johannes Nepomuk. Auf dem um 1710/1720 gefertigten Seitenaltar steht eine Madonnenfigur vom Ende des 15. Jahrhunderts. Der Korb der Kanzel aus dem ersten Viertel des 18. Jahrhunderts wird heute als Ambo verwendet. In der Kirche hängen ein Ölgemälde mit der Steinigung des heiligen Stephanus aus dem 17. Jahrhundert und ein Gemälde mit der Verklärung des heiligen Laurentius aus der Mitte des 18. Jahrhunderts. Das Ölbergrelief stammt aus dem ausgehenden 15. Jahrhundert. Die Statuen der Heiligen Stephanus und Laurentius wurden 1889/90 von Alois Progar für den ehemaligen Hochaltar geschaffen. Weiters gibt es in der Kirche Konsolfiguren der Heiligen Sebastian und Christophorus, die um 1500 gefertigt wurden, sowie der Heiligen Joachim und Anna aus der ersten Hälfte des 18. Jahrhunderts.